# Anthrax innubilipennis
Anthrax innubilipennis är en tvåvingeart som beskrevs av Marston 1970. Anthrax innubilipennis ingår i släktet Anthrax och familjen svävflugor. Inga underarter finns listade i Catalogue of Life.